# Christian Hansen
Christian Marius Hansen (Fredericia, 24 settembre 1891 – Copenaghen, 13 giugno 1961) è stato un ginnasta danese, vincitore della medaglia di bronzo nel Concorso libero a squadre a Stoccolma 1912.
Precedentemente aveva fatto parte della squadra classificatasi quarta a Londra 1908.

## Palmarès

### Giochi olimpici
- 1 medaglia:
  - 1 bronzo (Concorso libero a squadre a Stoccolma 1912)